# Realinspiration
Realinspiration är tanken att Bibeln inspirerats av Gud, men ändå präglas av individuella författares personlighet, språk och uttryckssätt. Inspirationen har då inte skett ord för ord (vilket kallas verbalinspiration) utan i form av idéer, tankar och bilder.